# Anna Frusová-Kafková
Anna Frusová-Kafková (21. února 1874 Praha – 17. března 1938 Praha) byla česká spisovatelka.

## Životopis
Anna byla dcera Leopolda Kafky, účetního u záložny a soukromého učitele a Anny Kafkové-Heidenthalerové. Měla sestru Giselu Kafkovou (1870–1877). Jejím manželem byl ústavní lékař Jaromír Frus.
Anna Frusová psala především povídky a ženské romány. Účastnila se sociální a spolkové činnosti. Přispívala do časopisů Lada, Ženský svět, Ženské listy aj. Přebývala v Horních Beřkovicích.

## Dílo

### Povídky v časopise Lada
- Slabikář lásky, Modulace lásky, A světlo věčné ať jim svítí – 1912
- Bludička, Trním života, Vítězství lásky, Nalezený list, Dva listy, Paběrky o námluvách – 1913
- První láska, Až za hrob, Nepodepsaný list – 1914
- Maruščin hřích, A šeřík voní – 1915

### Próza
- Boj srdcí – illustroval Věnceslav Černý. Praha: Nakladatelství Josef R. Vilímek, 1919
- Jen jednou v roce kvete máj – Praha: Cyrillo-Methodějská knihtiskárna a nakladatelství V. Kotrba (dále jen V. Kotrba), 1921
- Jelenčin blud: dívčí román – Praha: Josef R. Vilímek, 1922
- O kohoutkovi a jeho přátelích a jiná povídka; [kterak se z Raráška stal Vševěd] – Praha: Josef R. Vilímek, 1922
- V zákoutích srdcí – Praha: V. Kotrba, 1923
- Ze života pro život: dva obrázky – Praha: V. Kotrba, 1926
- Druhé pokolení: předválečný román – Praha: V. Kotrba, 1929
- Píseň života: předválečný román – Praha: V. Kotrba, 1932
- Tajemná rouška: román – Hradec Králové: František Šupka, 1932
- Klid po bouřích: román ze skutečného života – Praha: V. Kotrba, 1933
- Jenůfka: román o ztraceném dítěti – Praha: V. Kotrba, 1934
- Jaro v jeseni: obraz ze života – Praha: V. Kotrba, 1935
- Přes hroudy života: povídka ze skutečného života venkovského – Praha: V. Kotrba, 1935
- V klínu štěstí – Praha: V. Kotrba,1936
- Pozemský ráj: román ze života – Praha: V. Kotrba, 1937